# 22531 Davidkelley
22531 Davidkelley este un asteroid din centura principală de asteroizi.

## Descriere
22531 Davidkelley este un asteroid din centura principală de asteroizi. A fost descoperit pe 20 martie 1998 la Socorro, New Mexico, în cadrul proiectului LINEAR. Asteroidul prezintă o orbită caracterizată de o semiaxă mare de 2,21 ua, o excentricitate de 0,19 și o înclinație de 6,8° în raport cu ecliptica.